# Irina Slutskaja

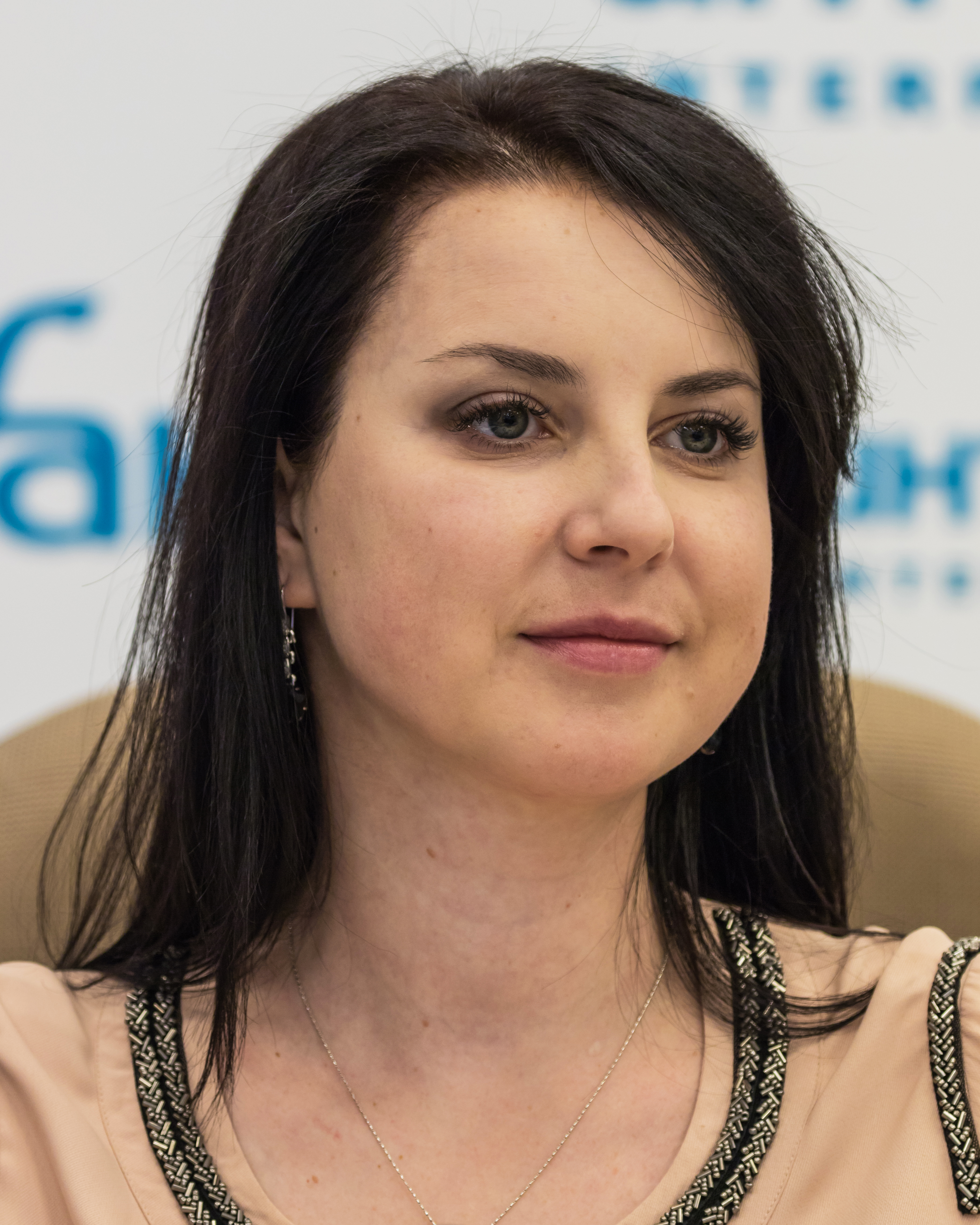
Irina Slutskaja

Irina Slutskaja, (ry: Ирина Слуцкая), född 9 februari 1979 i Moskva, är en rysk konståkare som blev olympisk silvermedaljör 2002 och olympisk bronsmedaljör 2006.
År 1996 blev hon första ryska kvinna att vinna de europeiska mästerskapen i konståkning. Hon är tvåfaldig världsmästare och sjufaldig europamästare. Hon var den första åkaren som gjorde Biellmann-piruetten på båda benen. Hennes personbästa poäng är 198,06.